# Twist (Duitsland)
Twist is een gemeente in het Duitse Landkreis Emsland in de deelstaat Nedersaksen. Twist ligt aan de Nederlandse grens. De gemeente telt 9.473 inwoners.
De gemeente is onderverdeeld in de kerngebieden (Ortsteilen):
|  | 1. Adorf (Twist) 2. Hebelermeer 3. Hesepertwist (Twist-Siedlung) 4. Neuringe 5. Rühlermoor/Rühlerfeld 6. Rühlertwist (Twist-Bült) 7. Schöninghsdorf |

## Geografie
Twist bevindt zich aan de Nederlandse grens ten zuidoosten van Emmen. Het ligt in een voormalig hoogveengebied, het Bourtangermoeras, dat vanaf eind achttiende eeuw werd ontgonnen en bewoond. Twist grenst aan de Nederlandse veendorpen Zwartemeer, Weiteveen en Nieuw-Schoonebeek, waar een aanzienlijk aantal inwoners in de negentiende eeuw vanuit Twist is komen wonen.
Ten zuidoosten van Twist ontspringt de Grenzaa, in Nederland bekend als het Schoonebekerdiep.

### Buurgemeenten
In het noorden grenst de plaats aan de stad Haren, in het oosten aan de stad Meppen en de gemeente Geeste. In het zuiden grenst Twist aan de samtgemeinde Emlichheim en de samtgemeinde Neuenhaus en aan de gemeente Wietmarschen in het district Grafschaft Bentheim.

### Bestuurlijke indeling
Hesepertwist en Rühlertwist gelden als "oorsprongsgebied" van de in deze vorm ontstane gemeente in 1964.
In 1968 sloot de gemeente Schöninghsdorf op vrijwillige basis zich aan bij de gemeente. Deze bereikte in 1974 de huidige omvang met de gemeentelijke herindelingen in Nedersaksen. In dat jaar werden de gemeenten Adorf, Hebelermeer, Neuringe, en uit de gemeente Emslage de plaatsen Rühlermoor en Rühlerfeld toegevoegd.

## Naam
De naam is van Nederlandse oorsprong en duidt op een langjarig conflict over de ligging van de Nederlands-Duitse grens. Het was betwist gebied, of volgens het plaatselijke dialect Twistrich (vlg. tweestrijd).

## Cultuur
Het Heimathaus Twist is een gereconstrueerd boerenhuis in het centrum van Twist, dat bekend staat om de blues- en folkconcerten die er worden gehouden. Direct ernaast ligt het Erdöl-Erdgas-Museum Twist, een museum voor aardolie en aardgas. De aardolie- en aardgas-industrie is al lang aanwezig in de omgeving van Twist.

## Onderwijs
In Twist zijn 5 lagere scholen en één Realschule. Na een groot bouwproject in 2007 fungeert de Realschule als Ganztagsschule, een school waar kinderen (vrijwel) de gehele dag kunnen verblijven. Sinds 2009 behoren ook de lagere scholen tot dat schooltype.

## Sport
In Twist zijn verschillende sportverenigingen. Voetbal is de dominante sport, maar basketbal, tafeltennis, danssport, paardrijden, zwemmen, tennis, handbal en gymnastiek worden ook aangeboden.

## Economie en infrastructuur

### Economie
Tot het midden van de jaren negentig domineerden de ruwe olie-, aardgas- en veen-industrie de economie in Twist. Vooral in deze sectoren ging in de laatste jaren veel werkgelegenheid verloren. Sindsdien hebben zich vele kleine en middelgrote bedrijven gevestigd in Twist, met name in het industriegebied bij de Autobahn. De grootste werkgever in Twist is het Nederlandse bedrijf Wavin. Dit bedrijf is Europees marktleider voor kunststof leidingsystemen.

### Verkeer

#### Met de auto
Twist heeft een directe verbinding met de Autobahn 31 (snelweg), die fungeert als noord-zuid route tussen de Noordzee en het Ruhrgebied. Twist is ook direct verbonden met de Europese weg E 233 die aan Nederlandse zijde de status heeft van autosnelweg A 37. Aan Duitse zijde is het een Bundesstrasse , die tot aan de aansluiting met de Autobahn 31 is omgebouwd als een Autobahn (autobahnähnlich). Deze E-weg (E 233) verbindt de Nederlandse Randstad met het Duitse Hamburg en ten slotte Scandinavië. Aan Duitse zijde zijn vergevorderde plannen om de komende jaren het weggedeelte tussen A31 en A1 over de gehele afstand tot een Autobahn om te bouwen en het om te nummeren naar A34.

#### Openbaar vervoer
Er liggen binnen de gemeente Twist geen treinstations. Het dichtstbijzijnde treinstation ligt in Meppen.
Twist heeft aansluiting op het busnet met 4 buslijnen:
- Lijn 700 (Nordhorn - Wietmarschen - Füchtenfeld - Georgsdorf - Adorf - Twist - Rühlertwist - Hesepertwist)[3]
- Lijn 926 (Fehndorf - Wesuwermoor - Hebelermeer - Schöninghsdorf - Versen - Meppen)
- Lijn 929 (Rühlertwist - Twist - Rühlermoor - Rühlerfeld - Meppen)
- Lijn WES (Twist - Schöninghsdorf - Hebelermeer)[4]

De plaatsen Neuringe en Adorf zijn bereikbaar met een belbus (welke ook het lijnnummer 929 gebruikt).
Lijn 700 wordt geëxploiteerd door Verkehrsgemeinschaft Grafschaft Bentheim.
Lijnen 926 en 929 worden geëxploiteerd door het bedrijf Levelink.
Lijn Wes (op de kaart aangegeven als lijn 928) wordt geëxploiteerd door Emsländischen Eisenbahn.
Buslijn 922/60 (Emmen - Meppen) van Levelink reed tot 2023 wel over het grondgebied van de gemeente Twist, maar had er geen halte.

#### Luchtverkeer
De dichtstbijzijnde internationale luchthaven is de luchthaven Münster / Osnabrück (FMO), dat is gevestigd in Greven, 100 km naar het zuiden. De internationale luchthaven van Düsseldorf is de dichtstbijzijnde luchthaven hub voor intercontinentale vluchten (ongeveer 180 km zuidwaarts), de internationale luchthaven Schiphol ligt op ongeveer 200 km afstand.

## Galerij Twist

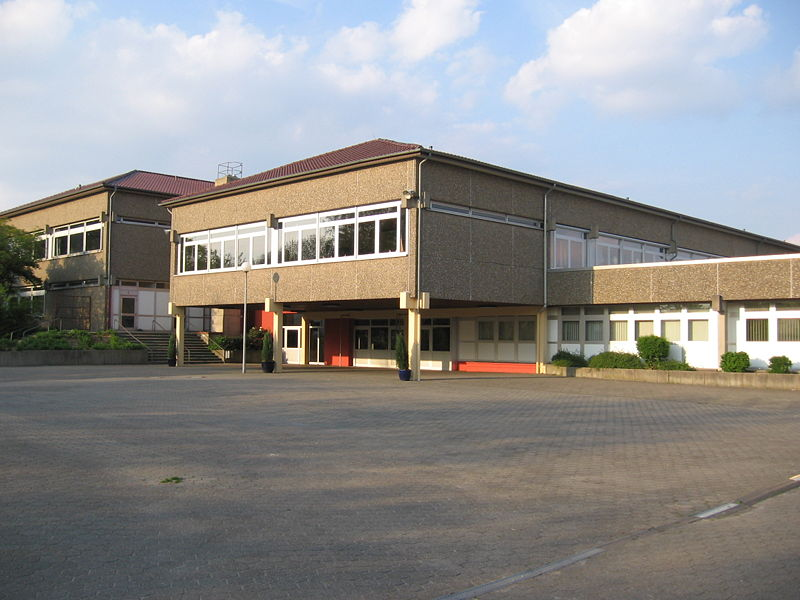
School in Twist-Mitte (Hauptschule en Realschule)
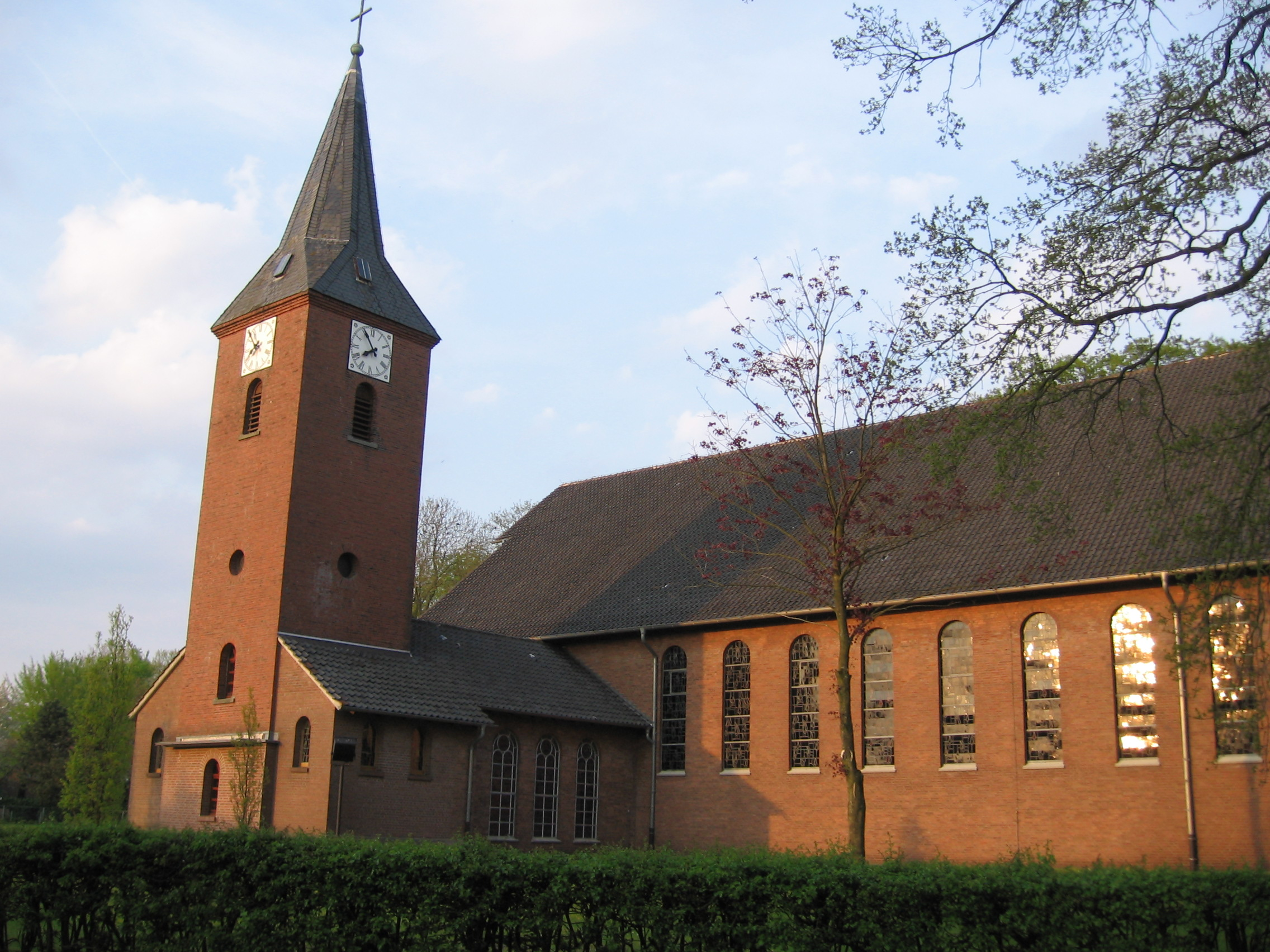
Katholieke Kerk St. Georg (Woonwijk Twist-Bült)
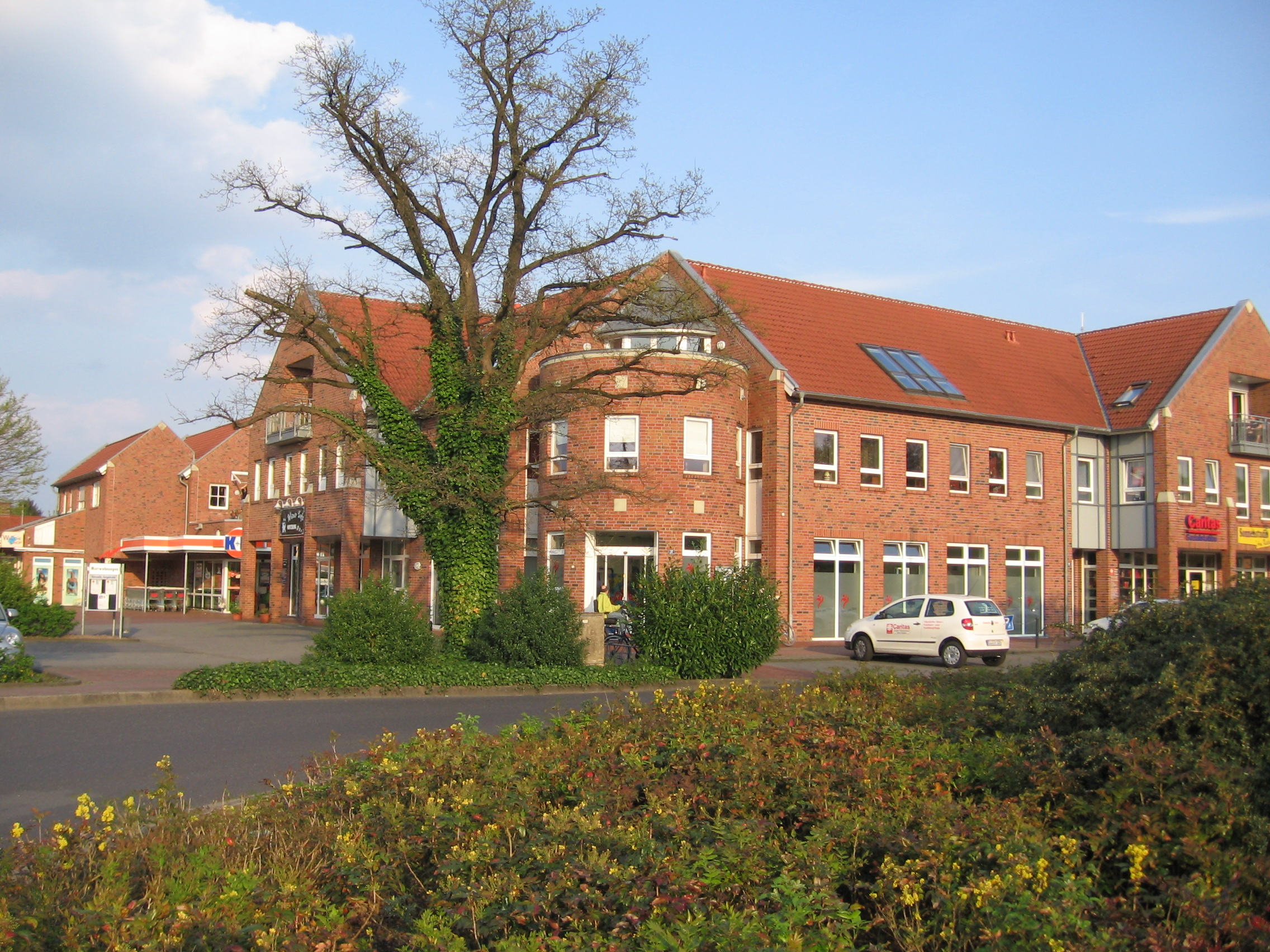
Centrum (Twist-Mitte)
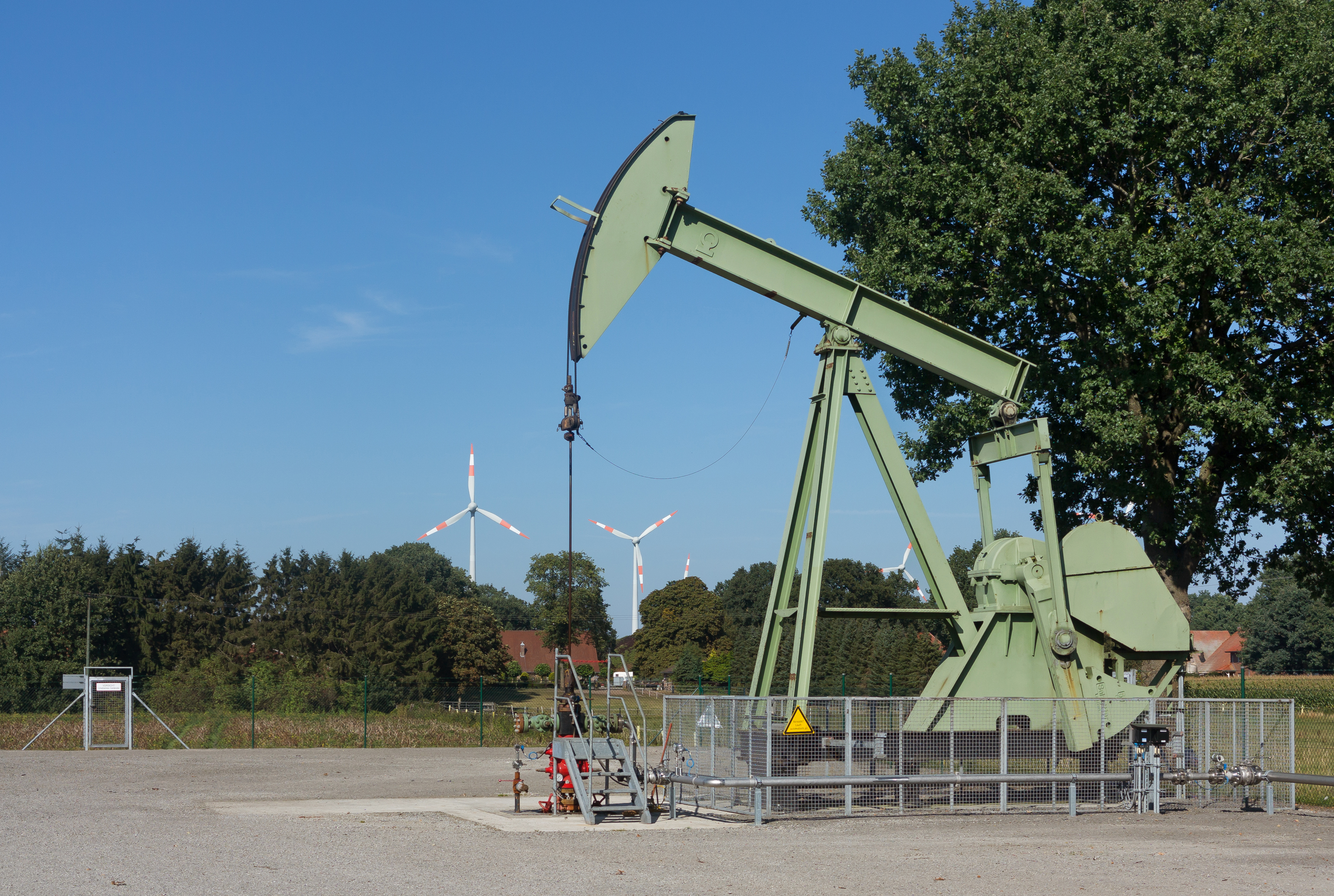
Oude en nieuwe energie
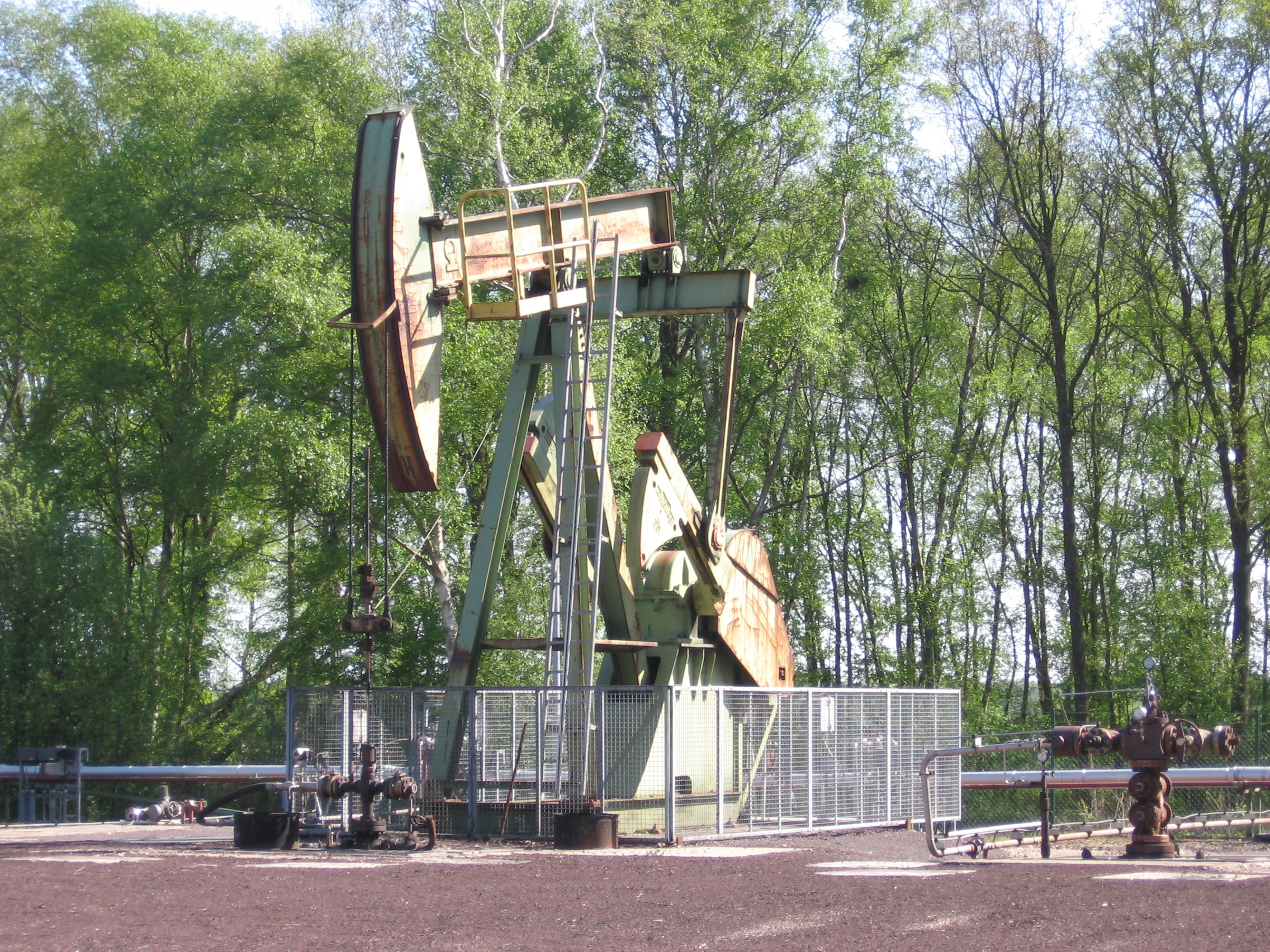
Jaknikker in Twist
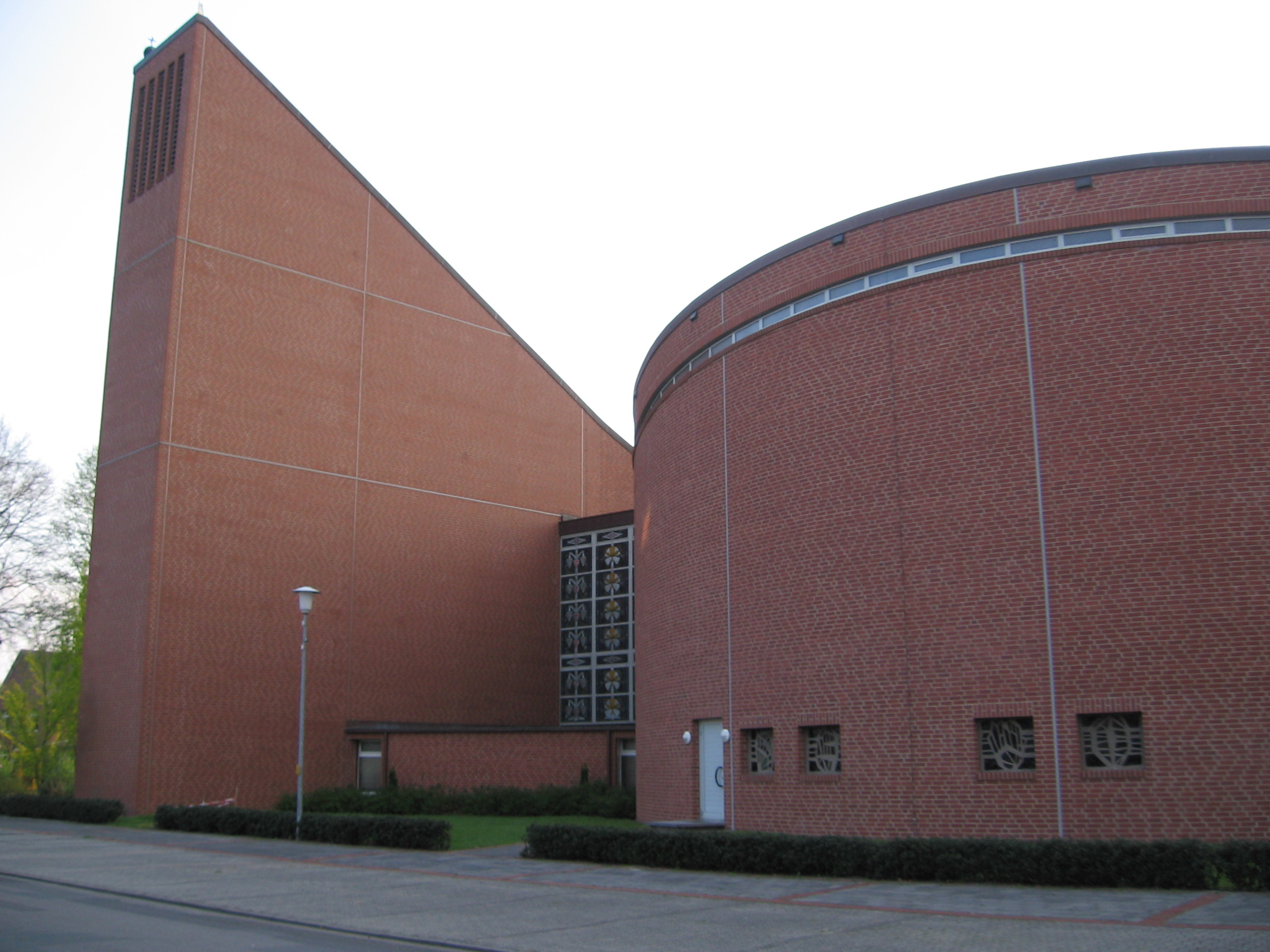
Katholieke Kerk St. Ansgar (Woonwijk Twist-Siedlung)
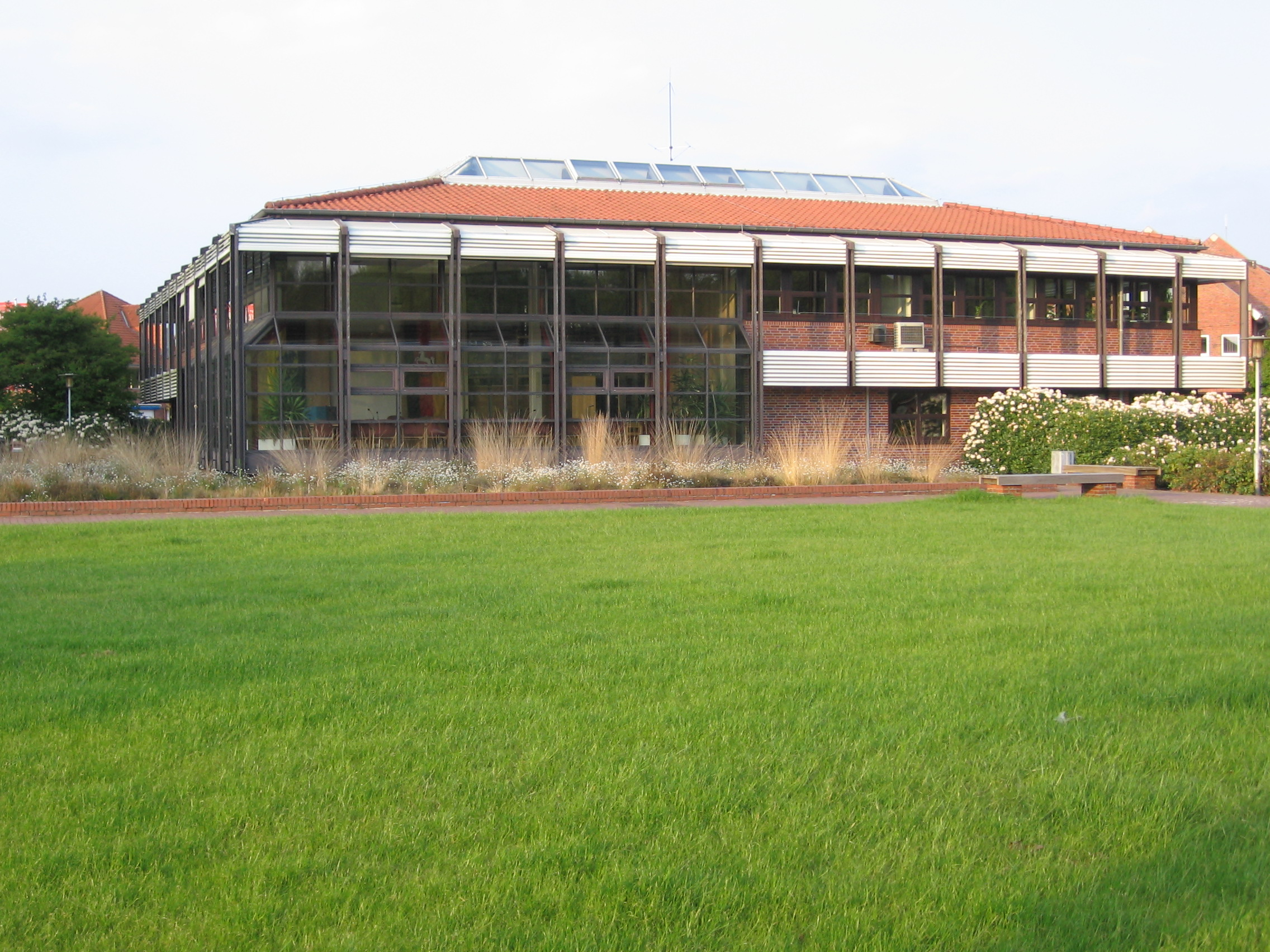
Stadhuis Twist (Twist-Mitte)
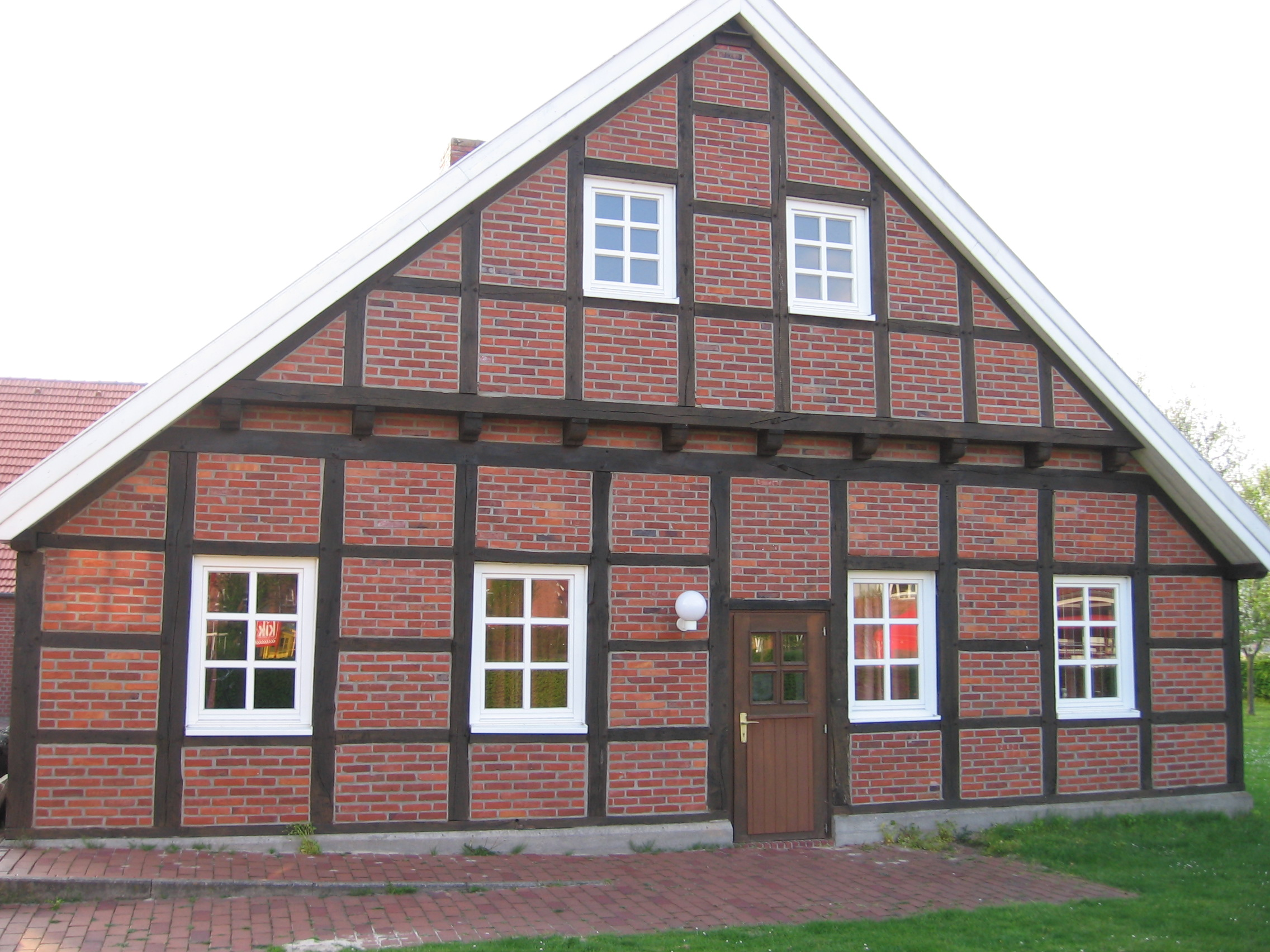
Heimathäuser (Twist-Mitte) bekend door blues- en jazzconcerten
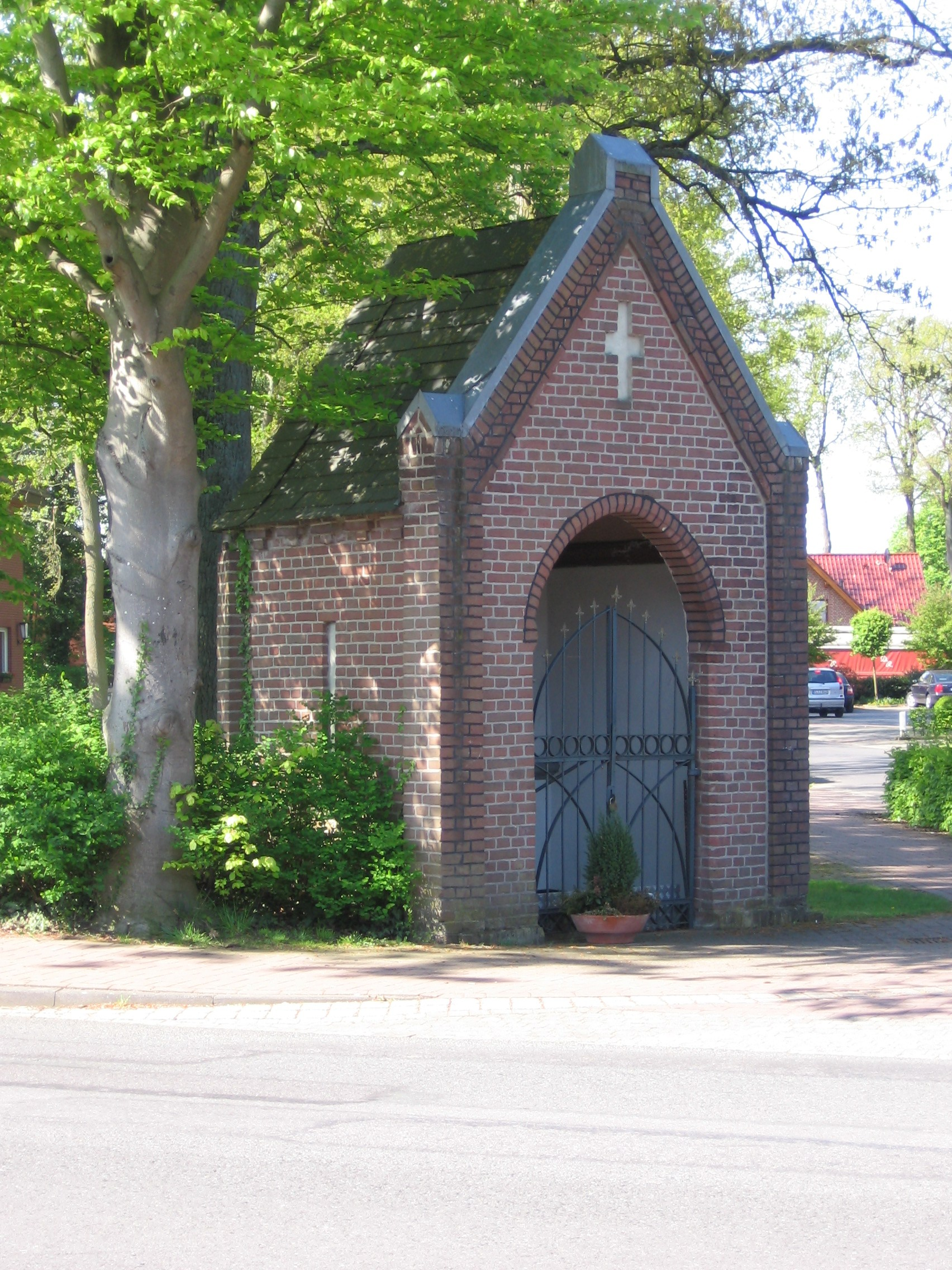
Grot in woonwijk Twist-Bült
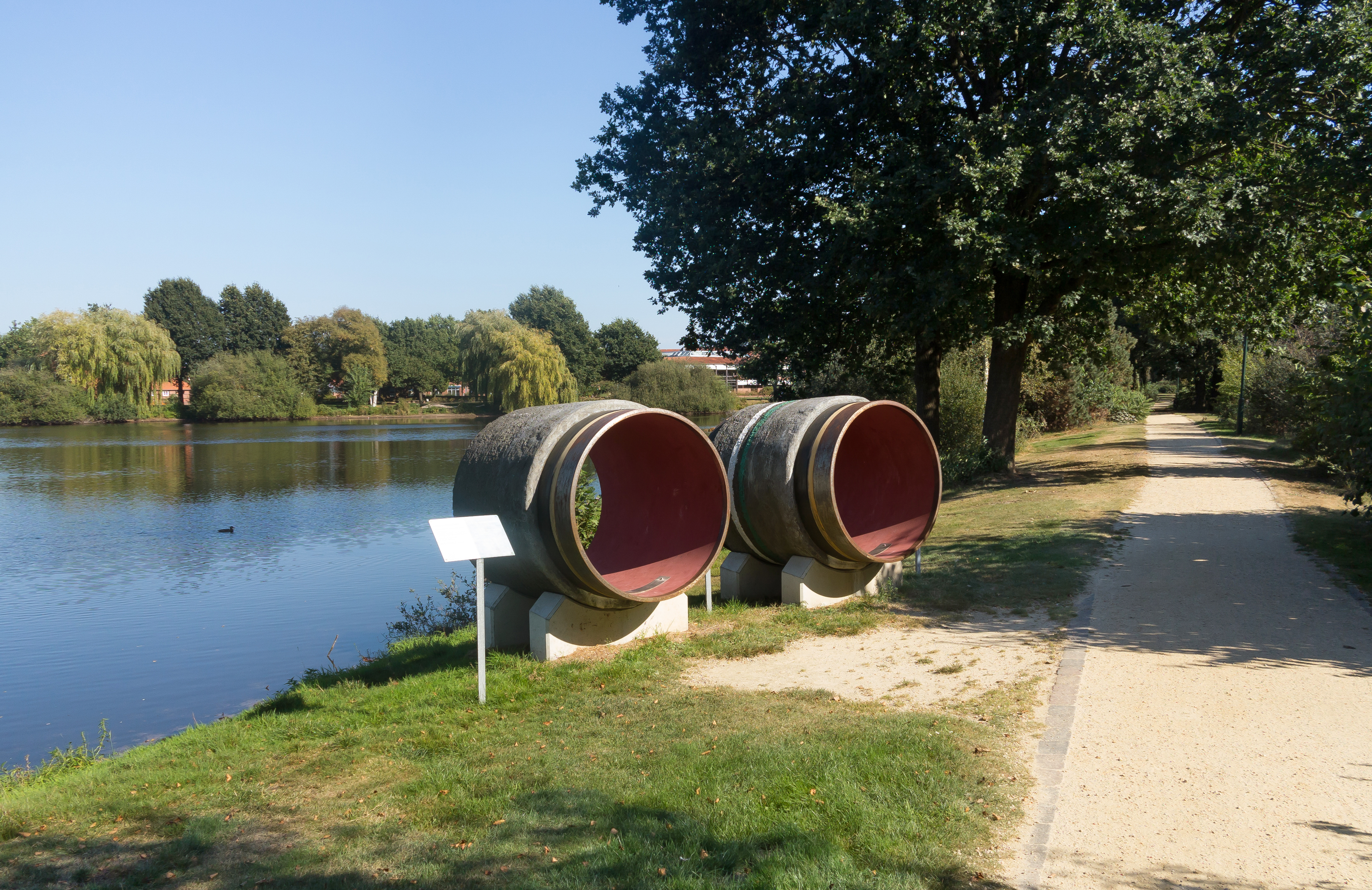
Sculptuur Nord Stream Doppelpipeline
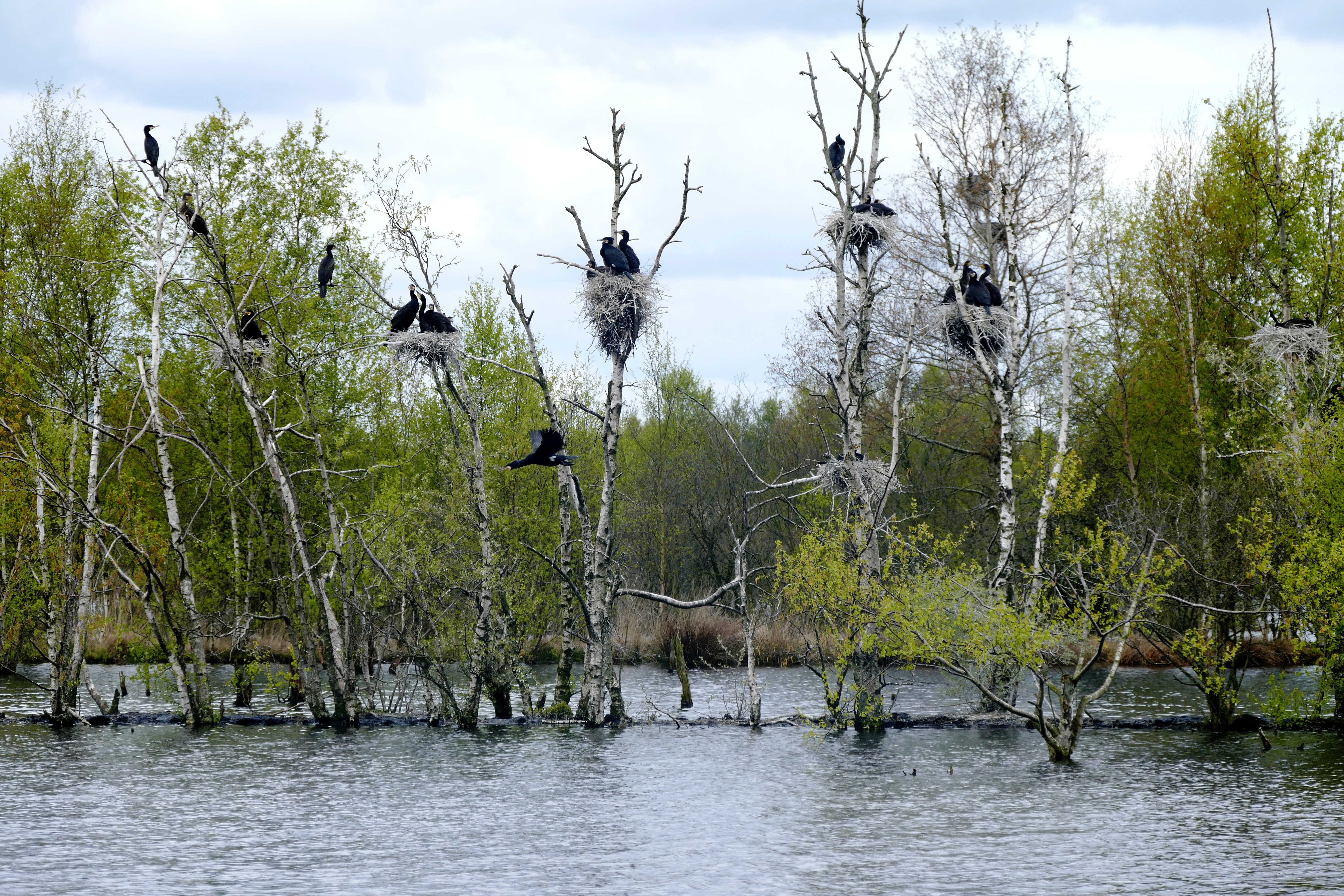
Aalscholvers in het Internationalen Naturpark Moor
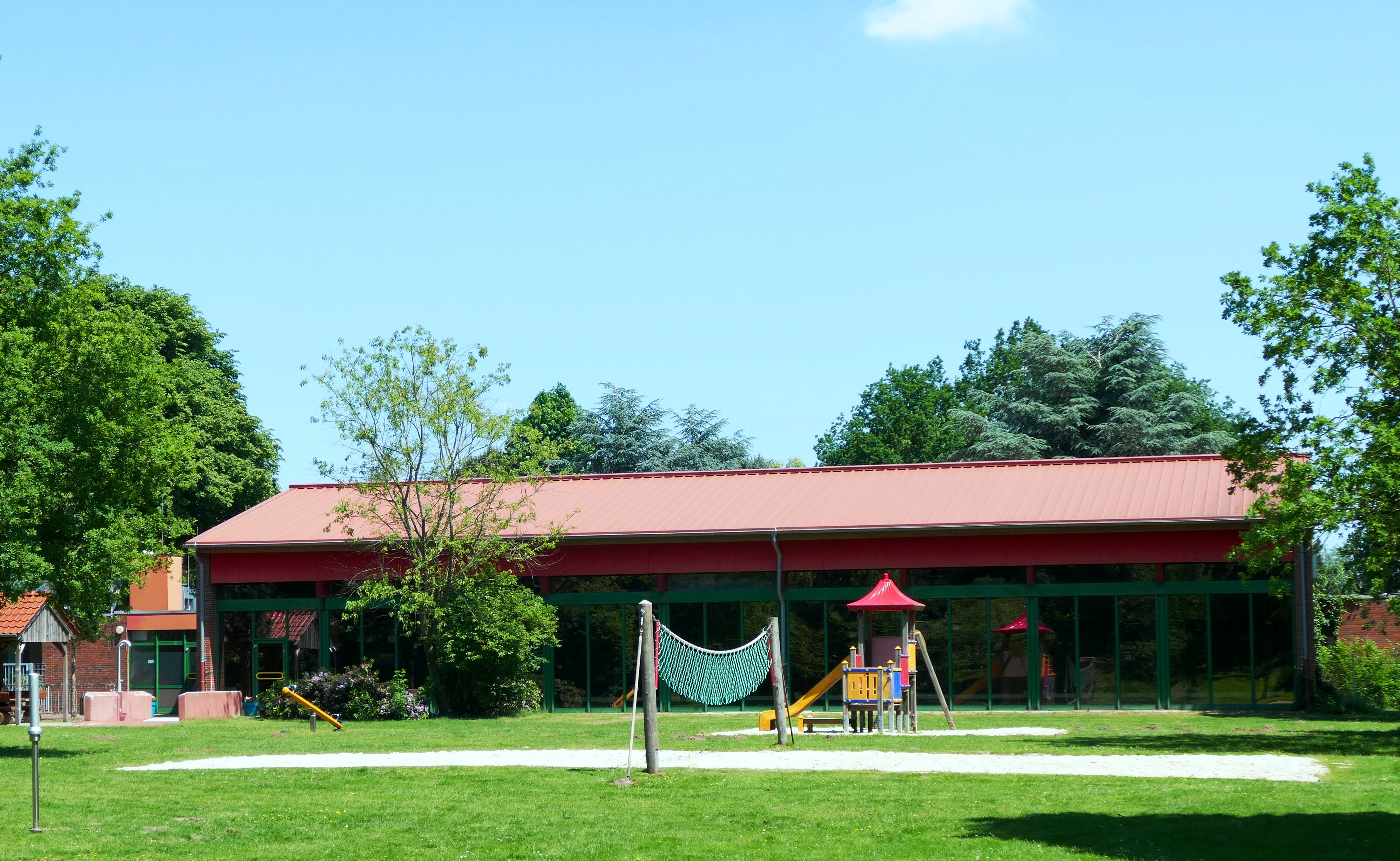
Overdekt zwembad in Twist-Mitte

## Belangrijke personen met betrekking tot de gemeente
- Eduard Schöningh (* 4 december 1823 in Meppen (Duitsland); † 21 april 1900 ibidem), tot 1867 aan de Adriatische Zee gestationeerd marine-officier in dienst van Oostenrijk, daarna pionier in de veenontginningen in het Eemsland, stichter van het dorp Schöninghsdorf, en op latere leeftijd burgemeester van Meppen.